# HD 208527
HD 208527 — звезда, которая находится в созвездии Пегас на расстоянии около 1044 световых лет от Земли. Вокруг звезды обращается, как минимум, одна планета.

## Характеристики
HD 208527 — звезда 6,4 видимой звёздной величины; впервые в астрономической литературе упоминается в каталоге Генри Дрейпера, изданном в начале XX века. Ранее считалось, что звезда представляет собой оранжевый карлик, однако недавние исследования показали, что это крупный красный гигант. Масса звезды равна 1,6 массы Солнца а по размерам она превосходит наше дневное светило в 51 с лишним раз. Температура поверхности HD 208527 составляет приблизительно 4035 кельвинов. Её возраст оценивается приблизительно в два миллиарда лет.

## Планетная система
В 2012 году группой южнокорейских астрономов из обсерватории Бохёнсан (Bohyunsan Optical Astronomy Observatory) было объявлено об открытии планеты HD 208527 b в системе. Это газовый гигант, превосходящий по массе Юпитер в 9,9 раз. Планета обращается на расстоянии 2,1 а.е. от родительской звезды, совершая полный оборот 875 суток. Открытие планеты было совершено методом доплеровской спектроскопии.